# スティル (ジョイ・ディヴィジョンのアルバム)
『スティル』(Still)は、1981年10月8日に発売されたジョイ・ディヴィジョンの二枚組のコンピレーション・アルバムである。内容は、未発表テイク集とバーミンガム大学で行われたライブ音源で構成された二枚組のアルバム（LP）である。
2007年には、High Wycombe Town Hallで行われたライブ（1980年2月20日）をボーナス盤として加えた2枚組としてCDが発売された。 

## 概要
イアン・カーティスの死後、ファクトリー・レコードから何度か「ジョイ・ディヴィジョン＝イアン・カーティス」の遺稿集アルバムの発表がアナウンスされていたが、公式の発表まではなかなか至らなかった。
残された3人のメンバーは協議の上でバンド名を「ニュー・オーダー」に変更してバンド活動を継続することを決めた。このニュー・オーダーのプロデューサーもジョイ・ディヴィジョンと同じくマーティン・ハネットが担当することになった。
ハネットは、このジョイ・ディヴィジョンの2枚組コンピレーションアルバムの編集作業と、ニュー・オーダーとしてのファーストアルバム『ムーブメント』のレコーディングを並行するような形で行うことになった。
ファクトリー・レコードからこのアルバムの正式リリースが公表されたとき、当初は1981年8月の発売予定であったが、結局約2ヶ月遅れた10月に発売された。
ニュー・オーダーのデビュー・シングルでもある「Ceremony」のイアン・カーティスがボーカルをつとめるライブ・バージョンが収録されている。
「Sister Ray」はヴェルヴェット・アンダーグラウンドのカバー曲である。

## 収録曲

### 二枚組LP
Side one
1. "Exercise One" – 3:06
2. "Ice Age" – 2:24
3. "The Sound of Music" – 3:55
4. "Glass" – 3:56
5. "The Only Mistake" – 4:17

Side two
1. "Walked in Line" – 2:47
2. "The Kill" – 2:15
3. "Something Must Break" – 2:48
4. "Dead Souls" – 4:53
5. "Sister Ray" (live)  – 7:36

Side three
1. "Ceremony" (live) – 3:50
2. "Shadowplay" (live) – 3:57
3. "Means to an End" (live) – 4:01
4. "Passover" (live) – 5:10
5. "New Dawn Fades" (live) – 4:01

Side four
1. "Transmission" (live) – 3:40
2. "Disorder" (live) – 3:24
3. "Isolation" (live) – 3:05
4. "Decades" (live) – 5:47
5. "Digital" (live) – 3:52

### CD
Disc one - Still
1. "Exercise One" – 3:06
2. "Ice Age" – 2:24
3. "The Sound of Music" – 3:55
4. "Glass" – 3:56
5. "The Only Mistake" – 4:17
6. "Walked in Line" – 2:47
7. "The Kill" – 2:15
8. "Something Must Break" – 2:48
9. "Dead Souls" – 4:53
10. "Sister Ray" (live) – 7:36
11. "Ceremony" (live) – 3:50
12. "Shadowplay" (live) – 3:57
13. "Means to an End" (live) – 4:01
14. "Passover" (live) – 5:10
15. "New Dawn Fades" (live) – 4:01
16. "Transmission" (live) – 3:40
17. "Disorder" (live) – 3:24
18. "Isolation" (live) – 3:05
19. "Decades" (live) – 5:47
20. "Digital" (live) – 3:52

Disc two - Live at High Wycombe Town Hall
1. "The Sound of Music" (live)
2. "A Means to an End" (live)
3. "Colony" (live)
4. "Twenty Four Hours" (live)
5. "Isolation" (live)
6. "Love Will Tear Us Apart" (live)
7. "Disorder" (live)
8. "Atrocity Exhibition" (live)
9. "Isolation" (sound check)
10. "The Eternal" (sound check)
11. "Ice Age" (sound check)
12. "Disorder" (sound check)
13. "The Sound of Music" (sound check)
14. "A Means to an End" (sound check)